# Bondage (álbum)
Bondage es el tercer disco de estudio de la cantante japonesa Nana Kitade lanzado al mercado el 11 de marzo de 2009 bajo el sello de SME Records

## Detalles
Este es el tercer álbum completo de Nana Kitade después de dos años y tres meses. Este material incluye temas pasados como Antoinette Blue, PUNK&BABY's, SUICIDES LOVE STORY y su más reciente sencillo 月華-tsukihana. Algunos de los nuevos temas que trae son DEATH SHOWCASE y エーテル(Ether).

## Lista de canciones
1. 解放(Kaihou)
2. ファムファタール(Femme Fatale)
3. 月華-tsukihana
4. Antoinette Blue
5. DEATH SHOWCASE
6. エーテル(Ether)
7. Under Babydoll
8. Lamia~VIVACE Ver.~
9. PUNK&BABY's
10. She Bop~Bondage Ver.~
11. SUICIDES LOVE STORY
12. My Dear Maria.

- Datos: Q770559